# 晩聲社
晩聲社（ばんせいしゃ）は、東京都千代田区に本社を置く日本の出版社。

## 概説
1976年、和多田進が設立。社会問題を扱ったルポルタージュやジャーナリズムの問題、三光作戦や731部隊・沖縄戦などをはじめとした日本の近代史についての出版が多い。朝鮮半島関連の書籍も得意とする分野で、韓国の民主化運動や日韓関係に関する書籍を多く出版している。1999年、和多田が社を譲渡。現在の経営者は、大島渚監督『絞死刑』に出演した尹隆道（2017年12月没）を経て尹未道（ユン ミド）である。
平田オリザのデビュー作を出版した縁で、引き続き著作を多く出版している。近年は、韓国ドラマ、朝鮮料理関連の書籍も数多く手掛けている。
かつては、社会に対する批評的姿勢を示した奥付を用いていたことが特徴的であった。年号表記は1945年を0年とする私年号「核時代」と、西暦とを併用する。消費税は「悪税」と表記していた。
晩聲社出身の人物として、札幌市で出版社「寿郎社」を経営する土肥寿郎がいる。